# Red vs. Blue
Red vs. Blue, sottotitolato The Blood Gulch Chronicles nelle prime stagioni e spesso abbreviato in RvB, è una webserie comica a tema fantascientifico creata da Rooster Teeth Productions. La serie viene prodotta usando la tecnica machinima, sincronizzando cioè dialoghi ed effetti sonori preregistrati con filmati creati sfruttando la modalità multigiocatore della serie di videogiochi sparatutto in prima persona di Halo, principalmente su console Microsoft. Le stagioni più recenti utilizzano tuttavia la CGI per svariate scene (d'azione e non), continuando a servirsi della post produzione per garantire alla serie l'aggiunta di elementi esterni al gioco.
Ambientato durante una (inizialmente) non meglio specificata guerra civile tra due squadre di soldati rinchiuse in un desolato canyon, Red vs Blue rappresenta una parodia demenziale degli FPS, della vita militare e dei film di fantascienza.
Dopo la quinta stagione la serie ha avuto modo di assumere un tono più serio, con una storia effettiva e un'evoluzione costante dei personaggi e del cast secondario; la comicità è rimasta, tanto parodizzando alcuni elementi quanto in una maniera più legata ai singoli personaggi.
Creata nel 2003, la serie ha raggiunto la sua quindicesima stagione, ed è tuttora in corso, vincendo quattro premi dell'Accademia di arti e scienze machinima. Con dodici stagioni disponibili in DVD e Blu-Ray, risulta ad oggi una delle poche opere machinima distribuite commercialmente.

## Trama

### The Blood Gulch Chronicles
Inizialmente la squadra Rossa è composta da Grif, Simmons, la recluta Donut, il leader Sarge e un soldato cibernetico, Lopez. La squadra Blu è composta da Tucker, la recluta Caboose, il leader de facto Church e il carro armato Sheila; prima della narrazione, la squadra Blu era guidata dal capo ufficiale, il capitano Butch Flowers.
Durante uno scontro fra le due fazioni, Church viene accidentalmente ucciso da Sheila e ritorna come fantasma, dopo che la mercenaria Tex è stata arruolata per rimpiazzarlo. il fantasma di Church rivela ai suoi compagni di squadra che Tex è in realtà la sua ex compagna ed è stata sottoposta a un esperimento che ha introdotto un'intelligenza artificiale nel suo corpo, rendendola così una Freelancer (un'unità di combattimento ai cui membri viene assegnato il nome di uno dei 50 Stati Uniti come nome in codice). Tex viene uccisa in combattimento da Donut, e O'Malley, la sua IA, si impadronisce di Caboose.
Tre mesi dopo, un medico, che riceverà il soprannome “Doc”, si presenta alla base dei Blu ma viene assegnato ad entrambe le squadre a causa della mancanza di risorse. I Blu catturano Donut e avviano un negoziato per la sua liberazione con i Rossi, in cambio di corpi cibernetici, che i fantasmi di Church e Tex sarebbero in grado di possedere. O'Malley si impadronisce di Doc, rapisce Lopez e scappa da Blood Gulch attraverso un portale.
I Rossi e i Blu uniscono le forze per fermare O'Malley e, durante il confronto,  esplode una bomba che Sarge aveva inserito nel corpo di Church. Tutti i soldati si risvegliano in un posto sconosciuto, convinti che l'esplosione li abbia proiettati nel futuro, mentre Church ha invece viaggiato nel passato. Con l'aiuto di un computer senziente chiamato Gary, il Blu tenta di alterare la linea del tempo, correggendo gli errori che avevano generato quella situazione, senza però riuscirci. Alla fine abbandona i suoi piani e si riunisce ai suoi compagni nel futuro. Le squadre decidono di far esplodere la fortezza di O'Malley con la bomba parlante, Andy. Tuttavia, O'Malley viene ucciso da un alieno (un Elite). L'alieno viene a sua volta sconfitto da Wyoming, un altro Freelancer dello stesso esperimento a cui era stata sottoposta Tex. Wyoming possiede un'armatura che gli permette di manipolare il tempo ed è stato lui a permettere a Church di viaggiare nel passato. I Blu, Andy e Tex ritornano a Blood Gulch (dove erano già tornati i Rossi) e Tucker mostra di non sentirsi bene. Church chiede aiuto a Doc (che è ancora controllato da O'Malley)  e quest'ultimo diagnostica una gravidanza maschile, causata da una simbiosi con l'alieno. Tucker dà alla luce un piccolo alieno, che egli stesso chiamerà Junior. Nel frattempo, O'Malley lascia il corpo di Doc.
Un'astronave si schianta nel canyon, trasportando la sorella di Grif, Sister, che viene assegnata alla squadra Blu. Le squadre cadono in un'imboscata tesa loro da Wyoming, Lopez e O'Malley, che possiedono il corpo di Butch Flowers. I tre rivelano che il loro piano consiste nel rapire Junior, l'alieno che secondo una profezia sarebbe in grado di guidare un esercito spaziale con cui conquistare l'universo. Nella battaglia seguente, Wyoming e Flowers vengono uccisi. Tex vede nella sottomissione degli alieni un modo per finire la guerra e invita O'Malley a possederla ancora una volta. Prende con sé Junior e scappa a bordo della navicella. I Rossi avevano tuttavia piazzato anche Andy a bordo, che esplode al loro comando.

### The Recollection
L'agente Washington entra in contatto con un mercenario conosciuto come “Meta”, che uccide gli altri Freelancers per rubare le loro abilità e intelligenze artificiali. Dopo che la navicella di Tex atterra presso un avamposto chiamato Valhalla, Meta la cattura e si impadronisce di O'Malley. Il comando ordina a Washington di richiedere l'assistenza della squadra Blu, mentre anche i Rossi vengono coinvolti nella vicenda. Washington invita entrambe le squadre al comando per recuperare l'Alpha, intelligenza artificiale originaria da cui sono derivate tutte le altre. Washington rivela che Church è difatti l'Alpha, basata sulla mente del direttore del Progetto Freelancer e non un fantasma, come tutti credevano. Washington e Church colpiscono Meta con un impulso elettromagnetico, distruggendo tutte le IA che aveva assorbito, comprese quelle di Tex e di Church stesso. Sarge, Simmons, Grif e Caboose scappano con l'IA Epsilon prima che l'impulso la distrugga: hanno intenzione di risparmiarla per usarla come prova dei crimini del Progetto Freelancer. Tuttavia, i Rossi avevano cancellato tutti files relativi ai Blu dal database UNSC, Caboose ed Epsilon non possono essere rintracciati e Washington viene arrestato.
I Rossi si trasferiscono nella base di Valhalla, quando arrivano Lopez e Donut. Quest'ultimo trova Caboose intento a riparare Epsilon e gli dice che Tucker è in pericolo. Caboose si mette in cammino per salvare l'amico, in compagnia di Grif e Sarge, mentre Donut, Simmons e Lopez rimangono alla base. Dopo aver raggiunto Tucker in un deserto, Caboose trova un monitor in cui installa Epsilon. Essa si comporta come un “doppione” di Alpha: ha la stessa voce e personalità di Church, ma non ha ricordi di quanto è successo durante la serie. Nel frattempo Donut, Simmons e Lopez vengono attaccati da Meta. Washington arriva mentre i Rossi tentano di scappare da Valhalla, uccidendo Lopez e Donut. Ordina poi a Simmons di consegnarli Epsilon, rivelando che ora si è unito a Meta per aiutarlo a catturare le IA in cambio della sua libertà.
Doc viene inviato a Valhalla su richiesta di Simmons, per esaminare le ferite di Meta. Sarge e Grif riescono a salvare Simmons, ma Doc rimane indietro. Church guida le squadre in una struttura diretta da un'IA uguale a quella di Sheila. Church preleva una copia di Tex da se stesso e la inserisce in un robot inutilizzato. Intenzionata a scoprire chi sia in realtà, Tex abbandona la struttura insieme a Church e cerca degli indizi per far luce sulla vicenda, mentre i Rossi scoprono che gli eventi di Blood Gulch Chronicles sono uno scenario simulato, creato per addestrare i mercenari posseduti da intelligenze artificiali.

### Stagione 9
La nona stagione comincia con due trame indipendenti – una sfrutta il motore di Halo: Reach e segue le avventure di Church dopo il finale della stagione 8; l'altra è un prequel degli eventi di Blood Gulch.
Church nota che i membri della squadra Rossa si comportano in maniera differente da come lui li ricorda. Scopre inoltre che Caboose ha chiesto l'aiuto di un Freelancer, nella speranza che venisse inviata Tex. Church si rende conto che la sua unità di memoria è difettosa e sta generando dei terremoti nel canyon.
In un flashback del Progetto Freelancer, i fratelli North e South Dakota rubano dei files da una struttura criogenica. Le guardie del posto danno loro la caccia, ma i due vengono salvati da un altro Freelancer, nome in codice “Carolina”. Durante la notte, North viene ferito gravemente.  I tre riescono a scappare e a raggiungere il Direttore. L'agente Washington ha un dialogo con “Connie” dicendole che non è colpa sua se la missione è fallita. Poco dopo North e Washington parlano di quanto accaduto, ma prima che possano finire, dei soldati li informano che un Freelancer sta combattendo in 3 contro 1 con Maine, Wyoming e York.
Il nuovo agente riesce a sconfiggere i tre avversari e iniziano un nuovo match con delle pistole da paintball che sparano proiettili paralizzanti. Dopo 6 sconfitte, Maine e Wyoming sostituiscono i proiettili paralizzanti con pallottole vere e aprono il fuoco su Tex. York tenta di aiutare Tex, ma viene ripetutamente pestato dall'avversaria. Solo quando Maine lancia una granata a York, Tex scarica i proiettili paralizzanti su quest'ultimo per proteggerlo dall'esplosione. Gli altri Freelancers intervengono per impedire a Maine e Wyoming di fare loro altro male, ma il Direttore li rimprovera per aver interferito, causando l'ira di Washington. Connie sospetta che sia stato il Direttore a consegnare le munizioni vere a Maine e Wyoming.

## Personaggi e doppiatori
Red vs Blue presenta una serie di personaggi, tutti dotati di una personalità che li distingue dagli altri. I dialoghi e le interazioni fra i protagonisti sviluppano la trama molto più dell'azione. La serie si concentra su undici co-protagonisti. Altri personaggi, collegati o meno alle due squadre, umani e non umani, hanno ricoperto un ruolo cruciale nella storia. Di seguito sono riportati i personaggi, principali e secondari, che spiccano nel corso della serie e, tra parentesi, i nomi dei rispettivi doppiatori.

### Personaggi principali
- Sarge (Matt Hullum) – Sergente e leader della squadra Rossa stanziata a Blood Gulch. Nato a Mosca (in Iowa), parla con l'accento del sud degli Stati Uniti ed è l'unico personaggio che prende sul serio la guerra tra i Rossi e i Blu. Nutre un simpatico odio nei confronti di Grif, come dimostra durante tutte le occasioni in cui intende sacrificarlo per battere i Blu, anche quando suddetto sacrificio non è necessario per vincere, o quando egli stesso rischia la vita solo per insultare o deridere Grif. Indossa un'armatura rossa.
- Richard "Dick" Simmons (Gustavo Sorola) -  È nato a Dublino e fa parte della squadra Rossa. La sua posizione è rafforzata dal rapporto di servilismo che ha instaurato con Sarge. Simmons possiede una notevole conoscenza della tecnologia, ma è anche molto codardo e fifone. È stato il primo personaggio, insieme a Grif, ad apparire nella serie. Indossa un'armatura di colore bordeaux.
- Dexter Grif (Geoff Ramsey) – Una recluta molto pigra che mostra disinteresse nei confronti della guerra. Queste caratteristiche lo rendono oggetto di scherno e derisioni da parte di Sarge e Simmons. Il colore della sua armatura è arancione.
- Franklin Delano Donut (Dan Godwin) – Una recluta ansiosa di dimostrare il proprio valore; compare per la prima volta nell'episodio 3. Tende a importunare gli altri personaggi con la sua loquacità e diventa sempre più effeminato nel corso della serie. La sua effemminatezza é fonte di numerosi giochi di parole e gag. Il colore della sua armatura era rosso nelle prime puntate, rosa a partire dall'episodio 16.
- Lopez (Burnie Burns) – Un robot costruito da Sarge. A causa di un programma vocale danneggiato, sa parlare solo spagnolo, sebbene capisca alla perfezione l'inglese. Tutti sanno benissimo del problema linguistico di Lopez, tranne Sarge che è convinto che abbia uno strano accento. Sarge inoltre equivoca puntualnente ogni cosa venga detta da Lopez, spesso alterandone completamente il senso.  Poiché nessuno capisce Lopez, questi ha sempre l'impressione di essere circondato da idioti. Finisce spessissimo in frantumi. Indossa un'armatura marrone, ma per un breve periodo di tempo ne ha indossata una color cobalto (episodi 20-37).
- Leonard L. Church (Burnie Burns) – Leader de facto della squadra Blu. Spesso si comporta in modo cinico e scontroso, anche se in realtà tiene molto alla sicurezza degli altri personaggi. La sua personalità seria e razionale contrasta con quella di Tucker e Caboose. La sua arma di scelta é un fucile da cecchino, ma la mira di Church é pessima. Indossa un'armatura color cobalto.
- Lavernius Tucker (Jason Saldaña) – È stato il primo a entrare nella squadra Blu. Nutre avversione per le battaglie ed è ossessionato dalle donne. Quando un altro personaggio fa dei riferimenti sessuali durante un dialogo, di solito Tucker termina la conversazione esclamando la sua tipica frase "Bow chicka bow wow" (una frase che indica un rapporto sessuale). Il colore della sua armatura è verde acqua.
- Michael J. Caboose (Joel Heyman) – La recluta della squadra Blu. Possiede una scarsa intelligenza, compensata da una forza fisica sovraumana. Durante la serie, il suo obiettivo sarà diventare il migliore amico di Church. Indossa un'armatura blu scuro.
- Allison "Tex" (Kathleen Zuelch) – L'ex fidanzata di Church. Si è unita alla squadra Blu come mercenaria nell'episodio 10. È molto abile nel combattimento ed è in grado anche di sconfiggere intere squadre di avversari. Indossa un'armatura nera.
- Sheila (Yomary Cruz) – L'intelligenza artificiale incaricata di addestrare i Blu. È montata su un carro armato. È cordiale e amichevole, ma, essendo un carro armato, ha l'abitudine di far saltare in aria le persone.
- Doc (Matt Hullum) – Un medico che ostenta un profondo pacifismo. Al punto da non schierarsi stabilmente con nessuna delle due squadre. Il suo vero nome è Frank DuFresne e indossa un'armatura viola.
- Personaggi secondari
- Omega (doppiatore del personaggio che possiede, eccetto Kathleen Zuelch) – Un'intelligenza artificiale inizialmente inserita nella mente di Tex per renderla parte del Progetto Freelancer. Il suo nome è spesso storpiato in O'Malley.
- Gary (Mac OS X voice synthesizer, System Voice "Fred") – un computer senziente che Church incontra dopo essere stato teletrasportato nel passato. Aiuterà il Blu a modificare il corso degli eventi. Più tardi si rivelerà essere un socio di Wyoming e l'IA Gamma.
- Andy (Nathan Zellner) – Una bomba costruita per annientare Tex e Omega. Può capire e tradurre lo spagnolo e la lingua dell'alieno.
- Alieno (Nathan Zellner) – Un alieno alla ricerca della lama energetica che consentirà a suo figlio di salvare il proprio popolo. Ha la skin di un Elite Covenant e indossa un'armatura blu scuro.
- Junior (Jason Saldaña) – Il figlio che Tucker ha partorito dopo che l'alieno aveva introdotto degli embrioni nel suo corpo. Indossa un'armatura blu.
- Wyoming (Matt Hullum) – Un Freelancer incaricato da Omega di assassinare Tucker. Indossa un'armatura bianca.
- Vic (Randall Glass nell'episodio 10; Burnie Burns negli altri episodi) - Un ufficiale incaricato di assistere gli eserciti a Blood Gulch.
- Butch Flowers (Ed Robertson) – Era il capitano della squadra Blu, poco prima di morire. Verrà rivitalizzato durante gli ultimi episodi delle Cronache di Blood Gulch. Indossa un'armatura verde acqua nell'episodio 50, blu negli episodi 96-99-100.
- Sister (Rebecca Frasier) – La sorella di Grif, incaricata di assistere i Blu durante le Cronache di Blood Gulch. Rimarrà nel canyon anche durante Reconstruction. Il suo vero nome è Kaikaina Grif e indossa un'armatura gialla.
- Washington (Shannon McCormick) – Un Freelancer incaricato di investigare sul furto delle IA. Indossa un'armatura di colori grigio e giallo.
- South Dakota (Shana Merlin; Jack Pattillo con un modulatore vocale nella Stagione 9) – Una Freelancer che ha preso parte all'omonimo progetto con suo fratello gemello North Dakota. Aiuterà Washington a investigare sul furto della IA nella serie Recovery One. I colori della sua armatura sono viola e verde.
- Direttore (John Marshall Reed) – Il Direttore, il cui nome è Leonard Church, è uno scienziato texano, nonché creatore degli scenari del Progetto Freelancer. Usa le squadre Blu e Rossa per i suoi esperimenti. Nell'epilogo di Reconstruction è rivelato che si tratta del Leonard Church originale. Il soldato Blu è invece un'intelligenza artificiale basata sulla personalità del Direttore. È molto legato ad Allison, una donna che amava e che è deceduta qualche tempo prima della narrazione; ne ha inserito i ricordi in un'altra IA, che è poi diventata Tex.